# Me gusta esa chica
 Me gusta esa chica  es una película filmada en colores de Argentina dirigida por Enrique Carreras sobre el guion de Ulyses Petit de Murat según el argumento de Alfonso Paso que se estrenó el 29 de marzo de 1973 y que tuvo como principales actores a Palito Ortega, Evangelina Salazar, Raúl Rossi e Irma Córdoba.

## Sinopsis
El hijo de un notable cirujano quiere ser cantante y se enamora de una joven bohemia.

## Reparto
- Palito Ortega ... Dr. Carlos Conesa
- Evangelina Salazar ... Flavia
- Raúl Rossi ... Dr. Conesa padre
- Irma Córdoba ... Margarita de Galíndez
- Fidel Pintos ... Nepo
- Arturo Puig ... Ramón
- María de los Ángeles Medrano ... Alma
- Nya Quesada ... Remedios
- Victoria Berni
- Jacques Arndt
- Edith Boado
- Rodolfo Machado ... Conductor de colectivo

## Comentarios
La Prensa opinó:

”…presenta un comprensivo optimismo frente a la juventud actual y sus problemas, plenamente logrado.”

Manrupe y Portela escriben:

”Ortega y Salazar reviven una vez más su romance conforme la estética de Carreras, que aquí se anima a poner al cantante como estudiante rebelde y militante.”